# Yael Castiglione
Pour les articles homonymes, voir Castiglione.
Yael Castiglione est une joueuse argentine de volley-ball née le 27 septembre 1985 à Buenos Aires. Elle mesure 1,83 m et joue au poste de passeuse. Elle totalise 86 sélections en équipe d'Argentine.

## Clubs
| Club                   | De        | À         |
| ---------------------- | --------- | --------- |
| CV Millenium Cermel    | 2005-2006 | 2005-2006 |
| Volley Bellinzona      | 2006-2007 | 2006-2007 |
| Cecell Lleida          | 2007-2008 | 2008-2009 |
| Boca Juniors           | 2009-2010 | 2009-2010 |
| İqtisadçı VK           | 2010-2011 | 2010-2011 |
| CS Dinamo Bucureşti    | 2011-2012 | 2011-2012 |
| SVS Post Schwechat     | 2012-2013 | 2012-2013 |
| Maranhão Vôlei         | 2013-2014 | 2013-2014 |
| Rio do Sul             | 2014-2015 | 2014-2015 |
| BKS Stal Bielsko-Biała | 2015-2016 | 2015-2016 |
| MKS Dąbrowa Górnicza   | 2016-2017 | 2016-2017 |
| CC Valinhos            | 2019-2020 | …         |

## Palmarès

### Équipe nationale
- Championnat d'Amérique du Sud
  - Finaliste : 2009, 2011, 2013.

### Clubs
- Championnat d'Argentine
  - Finaliste : 2010.
- Championnat d'Autriche
  - Vainqueur : 2013.

### Distinctions individuelles
- Championnat d'Amérique du Sud de volley-ball féminin 2009: Meilleure serveuse.
- Coupe panaméricaine de volley-ball féminin 2013: Meilleure passeuse.